# Senecio mulgediifolius
Senecio mulgediifolius là một loài thực vật có hoa trong họ Cúc. Loài này được S.Schauer miêu tả khoa học đầu tiên năm 1847.